# Championnat du Salvador de football 1976
Navigation
Saison précédente Saison suivante
La Primera División 1976 est la vingt-sixième édition de la première division salvadorienne.
Lors de ce tournoi, le CD Águila a conservé son titre de champion du Salvador face aux onze meilleurs clubs salvadoriens.
Chacun des douze clubs participant était confronté trois fois aux onze autres équipes. Puis les quatre meilleurs se sont affrontés lors d'une phase finale à la fin de la saison.
Seulement une place était qualificative pour la Coupe des champions de la CONCACAF et deux pour la Coupe de la Fraternité.

## Les 12 clubs participants
| \| Sonsonate : CD Juventud Olímp. CD Sonsonate CD Águila Alianza FC CD Fuerte Aguilares CD Atlético Marte Club Deportivo FAS Alianza FC CD Fuerte Aguilares CD Atlético Marte Sonsonate CD Luis Ángel Firpo Alianza FC CD Fuerte Aguilares CD Atlético Marte Once Municipal CD Platense Municipal Sonsonate Universidad Barrios \| Localisation des clubs engagés dans le championnat. |
| Sonsonate : CD Juventud Olímp. CD Sonsonate CD Águila Alianza FC CD Fuerte Aguilares CD Atlético Marte Club Deportivo FAS Alianza FC CD Fuerte Aguilares CD Atlético Marte Sonsonate CD Luis Ángel Firpo Alianza FC CD Fuerte Aguilares CD Atlético Marte Once Municipal CD Platense Municipal Sonsonate Universidad Barrios                                                           |

| Club                               | Stade                           | Capacité          | Ville          |
| ---------------------------------- | ------------------------------- | ----------------- | -------------- |
| CD Águila                          | Stade Juan Francisco Barraza    | 10 000            | San Miguel     |
| Alianza FC                         | Stade Cuscatlán                 | 45 925            | San Salvador   |
| ANTEL (en)                         | Stade inconnu                   | Capacité inconnue | Ville inconnue |
| Club Deportivo FAS                 | Stade Oscar Quiteño             | 15 000            | Santa Ana      |
| CD Fuerte Aguilares                | Complexe Municipal de Aguilares | Capacité inconnue | San Salvador   |
| CD Juventud Olímpica               | Stade Ana Mercedez              | 8 000             | Sonsonate      |
| CD Luis Ángel Firpo                | Stade Sergio Torres             | 5 000             | Usulután       |
| CD Atlético Marte                  | Stade Cuscatlán                 | 45 925            | San Salvador   |
| Once Municipal                     | Stade Simeón Magaña             | 5 000             | Ahuachapán     |
| CD Platense Municipal Zacatecoluca | Stade Antonio Toledo Valle      | Capacité inconnue | Zacatecoluca   |
| CD Sonsonate                       | Stade Anna Mercedes Campos      | 8 000             | Sonsonate      |
| Universidad Gerardo Barrios        | Complejo Deportivo España       | Capacité inconnue | Ciudad Barrios |

## Compétition
La compétition se déroule en deux phases :
- La première phase : les trente-trois journées de championnat.
- La phase finale : les matchs aller-retour allant des demi-finales à la finale

### Première phase
Lors de la première phase les douze équipes affrontent à trois reprises les onze autres équipes selon un calendrier tiré aléatoirement.
Le classement est établi sur l'ancien barème de points (victoire à 2 points, match nul à 1, défaite à 0).
Le départage final se fait selon les critères suivants :
- Le nombre de points.
- Un match d'appui pour départager les équipes.

#### Classement
| Rang | Équipe                             | Pts | J  | G  | N  | P  | Bp | Bc | Diff |
| ---- | ---------------------------------- | --- | -- | -- | -- | -- | -- | -- | ---- |
| 1    | CD Águila (T)                      | 47  | 32 | 20 | 7  | 5  | 71 | 36 | +35  |
| 2    | Club Deportivo FAS                 | 40  | 33 | 15 | 10 | 8  | 54 | 38 | +16  |
| 3    | Once Municipal                     | 38  | 33 | 15 | 8  | 10 | 45 | 41 | +4   |
| 4    | CD Platense Municipal Zacatecoluca | 36  | 32 | 15 | 6  | 11 | 46 | 47 | -1   |
| 5    | CD Atlético Marte                  | 36  | 33 | 14 | 8  | 11 | 48 | 40 | +8   |
| 6    | CD Luis Ángel Firpo                | 35  | 33 | 12 | 11 | 9  | 39 | 34 | +5   |
| 7    | CD Sonsonate                       | 34  | 33 | 13 | 8  | 12 | 48 | 46 | +2   |
| 8    | ANTEL (en)                         | 31  | 33 | 11 | 9  | 13 | 57 | 51 | +6   |
| 9    | Alianza FC                         | 28  | 33 | 12 | 4  | 17 | 47 | 59 | -12  |
| 10   | CD Juventud Olímpica               | 25  | 33 | 8  | 9  | 15 | 49 | 62 | -13  |
| 11   | Universidad Gerardo Barrios        | 20  | 33 | 7  | 6  | 19 | 43 | 65 | -22  |
| 12   | CD Fuerte Aguilares (P)            | 20  | 33 | 7  | 6  | 19 | 38 | 66 | -28  |

| Légende : Qualifications et relégations | Légende : Qualifications et relégations             |
| --------------------------------------- | --------------------------------------------------- |
|                                         | Qualifié pour la phase finale                       |
|                                         | Relégué en Segunda División                         |
|                                         | (T) : Tenant du titre (P) : Promu de la saison 1975 |

### La phase finale
Les quatre équipes qualifiées sont réparties dans le tableau final d'après leur classement général.
En cas d'égalité sur la somme des confrontations, des prolongations puis une séance de tirs au but ont lieu.

#### Tableau
|  |                       |            |                |            |            |     |   |        |        |        |        |        |
|  | 1/2 finale            | 1/2 finale | 1/2 finale     | 1/2 finale | 1/2 finale |     |   | Finale | Finale | Finale | Finale | Finale |
|  |                       |            |                |            |            |     |   |        |        |        |        |        |
|  |                       |            |                |            |            |     |   |        |        |        |        |        |
|  | Club Deportivo FAS    | (2)        | 0              | 2          |            |     |   |        |        |        |        |        |
|  | Club Deportivo FAS    | (2)        | 0              | 2          |            |     |   |        |        |        |        |        |
|  | CD Águila             | (1)        | 1              | 2          |            |     |   |        |        |        |        |        |
|  | CD Águila             | (1)        | 1              | 2          | CD Águila  | (1) | 1 | 1      |        |        |        |        |
|  |                       |            |                |            |            | (1) | 1 | 1      |        |        |        |        |
|  |                       |            | Once Municipal | (3)        | 1          | 0   |   |        |        |        |        |        |
|  | Once Municipal        | (3)        | Once Municipal | (3)        | 1          | 0   | 2 | 1      |        |        |        |        |
|  | Once Municipal        | (3)        |                |            |            |     | 2 | 1      |        |        |        |        |
|  | CD Platense Municipal | (4)        | 2              | 0          |            |     |   |        |        |        |        |        |
|  | CD Platense Municipal | (4)        | 2              | 0          |            |     |   |        |        |        |        |        |

#### Demi-finales
| Club               | Aller | Retour | Club                  | Commentaire |
| Club Deportivo FAS | 0-1   | 2-2    | CD Águila             |             |
| Once Municipal     | 2-2   | 1-0    | CD Platense Municipal |             |

#### Finale
| Match Aller    | Once Municipal | 1:1 | CD Águila | Stade Cuscatlán |  |
| 6 février 1977 | Espinoza       |     | González  |                 |  |

| Match Retour   | CD Águila          | 1:0   | Once Municipal | Stade Cuscatlán |  |
| 9 février 1977 | Ramírez Zapata 12e | (1:0) |                |                 |  |

## Bilan du tournoi
| Tableau d'Honneur     |           |
| Compétition           | Vainqueur |
| Primera División 1976 | CD Águila |

| Qualifications continentales 1976-1977 |                          |
| Coupe des champions de la CONCACAF     | Qualifiés                |
| Premier tour de qualification          | CD Águila                |
| Coupe de la Fraternité                 | Qualifiés                |
| Phase de groupe (ru)                   | CD Águila Once Municipal |

| Promotions et relégations   |                                |
| Relégué en Segunda División | CD Fuerte Aguilares ANTEL (en) |
| Promu de Segunda División   | CD Dragon CD Independiente     |